# セルジュ・ニャブリ
- セルジュ・ニャブリ
- セルジ・グナーブリー

セルジュ・ニャブリ（Serge Gnabry [sɛrʃ ˈgnabri], 1995年7月14日 - ）は、ドイツ・バーデン＝ヴュルテンベルク州シュトゥットガルト出身のサッカー選手。ブンデスリーガ・FCバイエルン・ミュンヘン所属。ポジションはFW（Striker, CF, WG）。名前は「ニャブリ」の他に「ナブリー」「グナブリー」とも表記される。ドイツ語は「グナーブリ」に近い。

## クラブ経歴
コートジボワール人の父親とドイツ人の母親の間で生まれ、ドイツのVfBシュトゥットガルトの下部組織でキャリアをスタートさせた。15歳のときにアーセナルFCのトライアルに参加し、2011年夏に10万ユーロで移籍を果たした。16歳でリザーブリーグでの出場を重ねると、2012年夏にはリザーブ所属のままプロ契約を結んだ。
アーセナルではプレシーズンマッチの1.FCケルン戦でトップチームデビューを果たした。2012年9月26日、フットボールリーグカップのコヴェントリー戦でアレックス・オックスレイド＝チェンバレンとの交代途中出場で公式戦デビューを果たした。2013-14シーズン、9月28日のスウォンジー戦でプロ初ゴールを決めた。これは当時のアーセナル所属選手としては、最年少ゴール記録から2番目の記録である。
2015-16シーズンはウェスト・ブロムウィッチへローン移籍。2016年8月31日、出場機会を求めてドイツ・ブンデスリーガのヴェルダー・ブレーメンに完全移籍した。

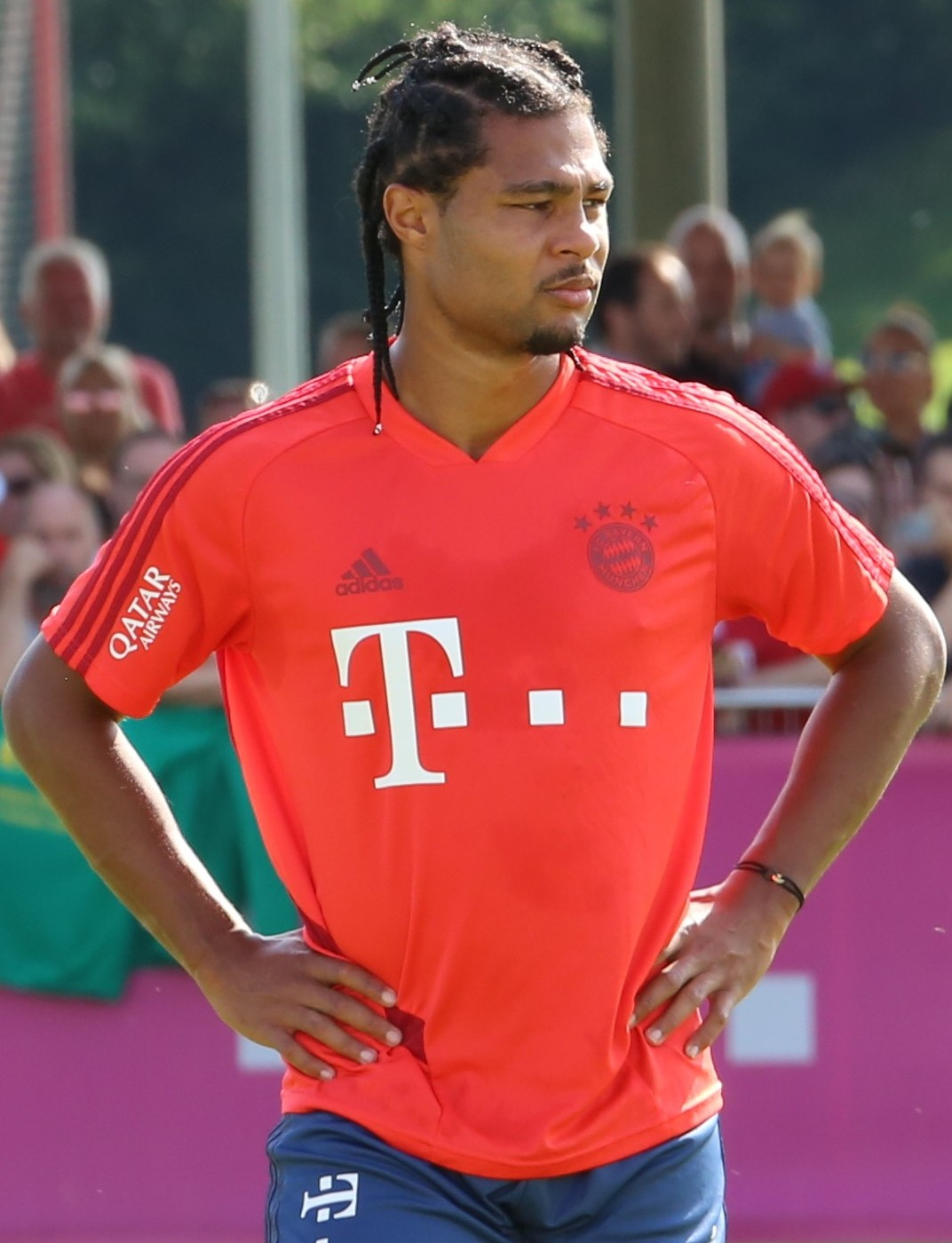
FCバイエルン・ミュンヘンでのニャブリ（2019年）

2017年6月11日、ドイツ・ブンデスリーガのバイエルン・ミュンヘンに移籍した。契約期間は3年。2017年7月15日、TSG1899ホッフェンハイムにレンタル移籍した。
2018-19シーズン、バイエルンに復帰、リーグ戦ではロベルト・レヴァンドフスキに次ぐ10ゴールを決め優勝に貢献した。
2019-20シーズン、チャンピオンズリーグのグループステージ第2節のトッテナム戦では一人で4ゴールを決め、7-2での勝利に貢献した。また、ラウンド16のチェルシー戦1stレグで2ゴールを決め勝利に貢献、これでかつて所属したアーセナルと同じロンドンに有るライバルクラブから合計6ゴールを奪い、同じ国のクラブとの試合のみでトータル6ゴールを奪ったチャンピオンズリーグ史上初の選手となった。準決勝のリヨン戦では2ゴールを決め、チームの7年振りとなる決勝進出に貢献、決勝のパリ・サンジェルマン戦ではゴールを奪うことは出来なかったが、大会トータルではレヴァンドフスキの15ゴールに次ぐ、9ゴールを決め、優勝に貢献した。またDFBポカール決勝のレバークーゼン戦ではゴールを決め、優勝に貢献した。

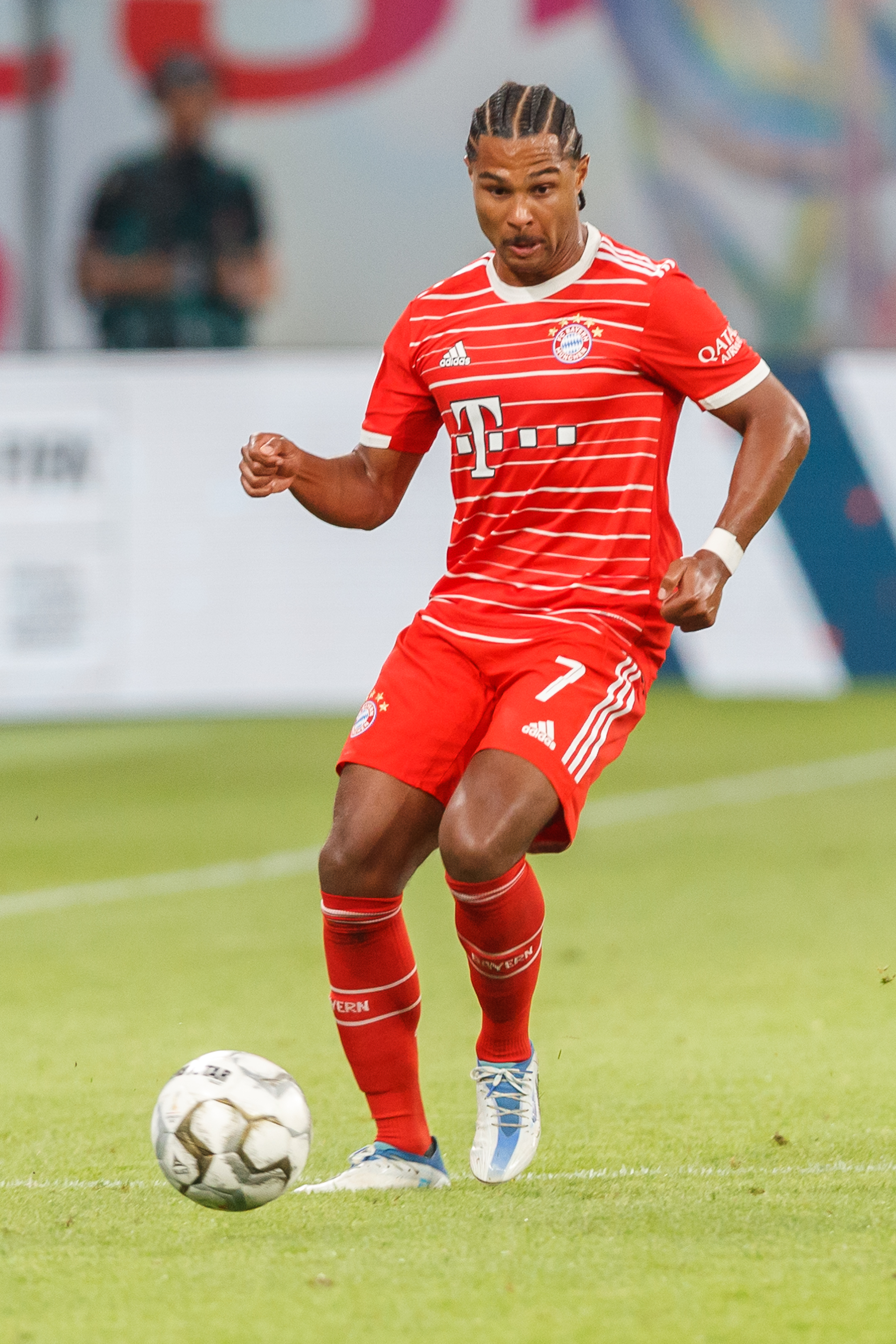
FCバイエルン・ミュンヘンでのニャブリ（2022年）

2020-21シーズンより背番号を22番からフランク・リベリーが着用していた7番に変更した。シーズン開幕戦となったシャルケ戦でリーグ戦では初となるハットトリックを決めた。
2022-23シーズン、リーグ第14節のブレーメン戦でハットトリックを達成した。

## 代表経歴

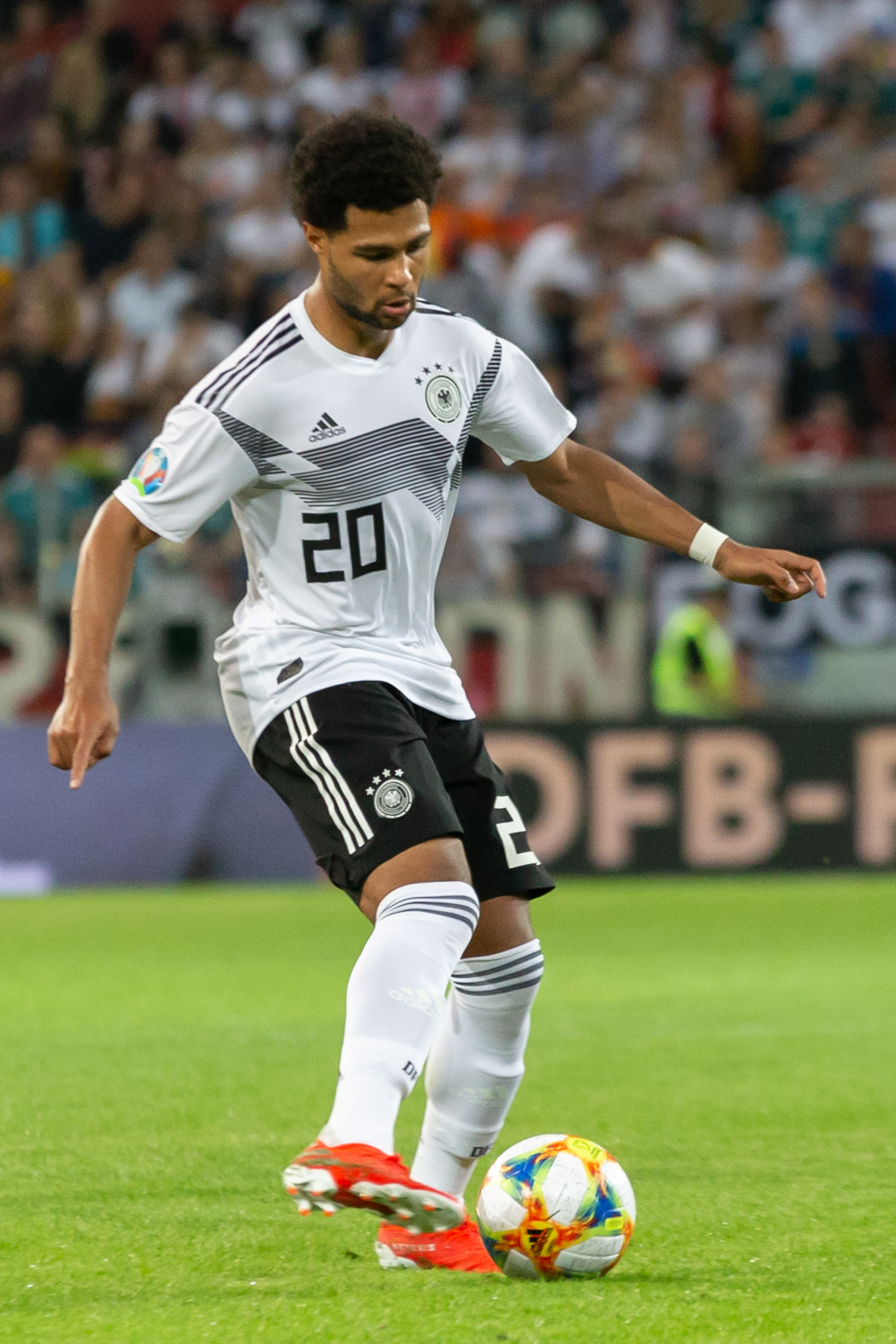
EURO予選でのニャブリ（2019年）

ドイツ代表としてユース世代ではU-16ドイツ代表、U-17ドイツ代表でプレーした。2016年のリオデジャネイロオリンピック・ドイツ代表にも選出。大会6ゴールを決めて得点王を獲得し、ドイツ代表最優秀選手にも選ばれた。
2016年11月11日、2018 FIFAワールドカップ・ヨーロッパ予選のサンマリノ戦でA代表デビューし、ハットトリックをあげる活躍を見せた。
2019年11月、UEFA EURO 2020予選の北アイルランド戦で代表2度目のハットトリックを決めた。

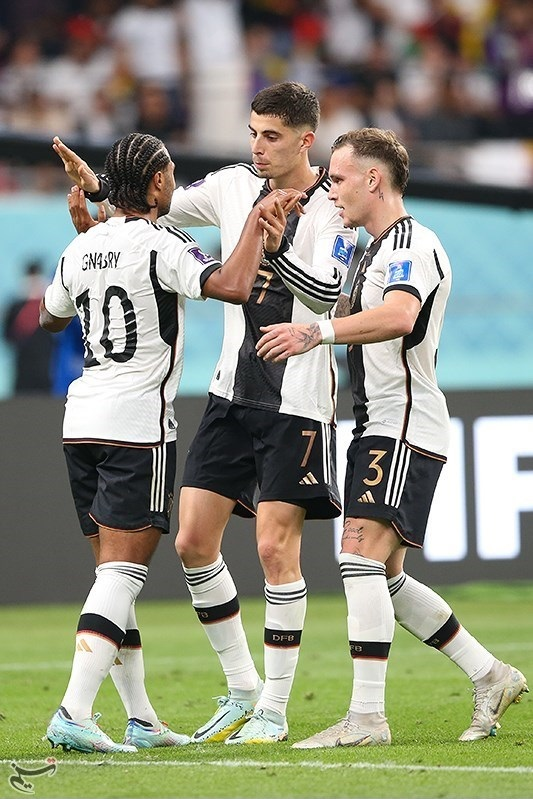
カタールワールドカップ・日本戦でのニャブリ（2022年）

ワールドカップ欧州予選ではイルカイ・ギュンドアンと並んでチーム最多の5ゴールを挙げて、本大会出場に貢献した。本大会では最終節のコスタリカ戦で1ゴール1アシストを決めて勝利に貢献したが、得失点差で決勝トーナメント進出を逃した。

## 個人成績
2025年5月23日現在
| クラブ                 | シーズン | リーグ           | リーグ戦 | リーグ戦 | カップ戦 | カップ戦 | 国際大会 | 国際大会 | その他 | その他 | 合計 | 合計 |
| クラブ                 | シーズン | リーグ           | 出場     | 得点     | 出場     | 得点     | 出場     | 得点     | 出場   | 得点   | 出場 | 得点 |
| ---------------------- | -------- | ---------------- | -------- | -------- | -------- | -------- | -------- | -------- | ------ | ------ | ---- | ---- |
| アーセナル             | 2012-13  | プレミアリーグ   | 1        | 0        | 0        | 0        | 1        | 0        | 2      | 0      | 4    | 0    |
| アーセナル             | 2013-14  | プレミアリーグ   | 9        | 1        | 2        | 0        | 2        | 0        | 1      | 0      | 14   | 1    |
| アーセナル             | 2014-15  | プレミアリーグ   | 0        | 0        | 0        | 0        | 0        | 0        | 0      | 0      | 0    | 0    |
| アーセナル             | 通算     | 通算             | 10       | 1        | 2        | 0        | 3        | 0        | 3      | 0      | 18   | 1    |
| WBA                    | 2015-16  | プレミアリーグ   | 1        | 0        | 0        | 0        | -        | -        | 2      | 0      | 3    | 0    |
| WBA                    | 通算     | 通算             | 1        | 0        | 0        | 0        | -        | -        | 2      | 0      | 3    | 0    |
| ヴェルダー・ブレーメン | 2016-17  | ブンデスリーガ   | 27       | 11       | 0        | 0        | -        | -        | 0      | 0      | 27   | 11   |
| ヴェルダー・ブレーメン | 通算     | 通算             | 27       | 11       | 0        | 0        | -        | -        | 0      | 0      | 27   | 11   |
| ホッフェンハイム       | 2017-18  | ブンデスリーガ   | 22       | 10       | 1        | 0        | 3        | 0        | 0      | 0      | 26   | 10   |
| ホッフェンハイム       | 通算     | 通算             | 22       | 10       | 1        | 0        | 3        | 0        | 0      | 0      | 26   | 10   |
| ホッフェンハイム II    | 2017-18  | レギオナルリーガ | 1        | 0        | -        | -        | -        | -        | 0      | 0      | 1    | 0    |
| ホッフェンハイム II    | 通算     | 通算             | 1        | 0        | -        | -        | -        | -        | 0      | 0      | 1    | 0    |
| バイエルン・ミュンヘン | 2018-19  | ブンデスリーガ   | 30       | 10       | 5        | 3        | 7        | 0        | 0      | 0      | 42   | 13   |
| バイエルン・ミュンヘン | 2019-20  | ブンデスリーガ   | 31       | 12       | 5        | 2        | 10       | 9        | 0      | 0      | 46   | 23   |
| バイエルン・ミュンヘン | 2020-21  | ブンデスリーガ   | 27       | 10       | 1        | 1        | 6        | 0        | 4      | 0      | 38   | 11   |
| バイエルン・ミュンヘン | 2021-22  | ブンデスリーガ   | 34       | 14       | 2        | 0        | 8        | 3        | 1      | 0      | 45   | 17   |
| バイエルン・ミュンヘン | 2022-23  | ブンデスリーガ   | 34       | 14       | 4        | 0        | 8        | 2        | 1      | 1      | 47   | 17   |
| バイエルン・ミュンヘン | 2023-24  | ブンデスリーガ   | 10       | 3        | 2        | 0        | 7        | 2        | 1      | 0      | 20   | 5    |
| バイエルン・ミュンヘン | 2024-25  | ブンデスリーガ   | 27       | 7        | 3        | 0        | 17       | 0        | -      | -      | 47   | 7    |
| バイエルン・ミュンヘン | 通算     | 通算             | 193      | 70       | 22       | 6        | 63       | 16       | 7      | 1      | 285  | 93   |
| 総通算                 | 総通算   | 総通算           | 264      | 92       | 25       | 6        | 69       | 16       | 12     | 1      | 359  | 115  |

## 代表歴

### 出場大会
- U-21ドイツ代表
  - 2015年 - UEFA U-21欧州選手権（ベスト4）
  - 2017年 - UEFA U-21欧州選手権（優勝）
- U-23ドイツ代表
  - 2016年 - リオデジャネイロオリンピック（銀メダル）
- ドイツ代表
  - 2018年 - UEFAネーションズリーグ2018-19
  - 2020年 - UEFAネーションズリーグ2020-21
  - 2021年 - UEFA EURO 2021（ベスト16）

### 試合数
- 国際Aマッチ 52試合 22得点 (2016年 - )[24]

| ドイツ代表 | 国際Aマッチ | 国際Aマッチ |
| 年         | 出場        | 得点        |
| ---------- | ----------- | ----------- |
| 2016       | 2           | 3           |
| 2018       | 3           | 1           |
| 2019       | 8           | 9           |
| 2020       | 4           | 1           |
| 2021       | 14          | 6           |
| 2022       | 8           | 1           |
| 2023       | 6           | 1           |
| 2024       | 4           | 0           |
| 2025       |             |             |
| 通算       | 52          | 22          |

### 得点
| #   | 開催年月日     | 開催地                                           | 対戦国         | スコア | 結果 | 試合概要                                |
| --- | -------------- | ------------------------------------------------ | -------------- | ------ | ---- | --------------------------------------- |
| 1.  | 2016年11月11日 | セラヴァッレ、サンマリノ・スタジアム             | サンマリノ     | 2–0    | 8–0  | 2018 FIFAワールドカップ・ヨーロッパ予選 |
| 2.  | 2016年11月11日 | セラヴァッレ、サンマリノ・スタジアム             | サンマリノ     | 4–0    | 8–0  | 2018 FIFAワールドカップ・ヨーロッパ予選 |
| 3.  | 2016年11月11日 | セラヴァッレ、サンマリノ・スタジアム             | サンマリノ     | 6–0    | 8–0  | 2018 FIFAワールドカップ・ヨーロッパ予選 |
| 4.  | 2018年11月16日 | ライプツィヒ、ツェントラールシュタディオン       | ロシア         | 3-0    | 3-0  | 親善試合                                |
| 5.  | 2019年3月25日  | アムステルダム、ヨハン・クライフ・アレナ         | オランダ       | 2–0    | 3–2  | UEFA EURO 2020予選                      |
| 6.  | 2019年6月11日  | マインツ、コファス・アレーナ                     | エストニア     | 2–0    | 8–0  | UEFA EURO 2020予選                      |
| 7.  | 2019年6月11日  | マインツ、コファス・アレーナ                     | エストニア     | 6–0    | 8–0  | UEFA EURO 2020予選                      |
| 8.  | 2019年9月6日   | ハンブルク、フォルクスパルクシュタディオン       | オランダ       | 1–0    | 2–4  | UEFA EURO 2020予選                      |
| 9.  | 2019年9月9日   | ベルファスト、ウィンザー・パーク                 | 北アイルランド | 2–0    | 2–0  | UEFA EURO 2020予選                      |
| 10. | 2019年10月10日 | ドルトムント、ジグナル・イドゥナ・パルク         | アルゼンチン   | 1-0    | 2-2  | 親善試合                                |
| 11. | 2019年11月20日 | フランクフルト、ヴァルトシュタディオン           | 北アイルランド | 1–1    | 6–1  | UEFA EURO 2020予選                      |
| 12. | 2019年11月20日 | フランクフルト、ヴァルトシュタディオン           | 北アイルランド | 3–1    | 6–1  | UEFA EURO 2020予選                      |
| 13. | 2019年11月20日 | フランクフルト、ヴァルトシュタディオン           | 北アイルランド | 4–1    | 6–1  | UEFA EURO 2020予選                      |
| 14. | 2020年10月13日 | ケルン、ラインエネルギーシュタディオン           | スイス         | 3–3    | 3–3  | UEFAネーションズリーグ2020-21           |
| 15. | 2021年3月29日  | ブカレスト、スタディオヌル・ナツィオナル         | ルーマニア     | 0-1    | 0-1  | 2022 FIFAワールドカップ・ヨーロッパ予選 |
| 16. | 2021年6月7日   | デュッセルドルフ、エスプリ・アレーナ             | ラトビア       | 5–0    | 7–1  | 親善試合                                |
| 17. | 2021年9月5日   | シュトゥットガルト、メルセデス・ベンツ・アレーナ | アルメニア     | 4–0    | 6–0  | 2022 FIFAワールドカップ・ヨーロッパ予選 |
| 18. | 2021年9月5日   | シュトゥットガルト、メルセデス・ベンツ・アレーナ | アルメニア     | 2–0    | 6–0  | 2022 FIFAワールドカップ・ヨーロッパ予選 |
| 19. | 2021年9月8日   | レイキャヴィーク、ラウガルタルスヴェルル         | アイスランド   | 0-1    | 0-4  | 2022 FIFAワールドカップ・ヨーロッパ予選 |
| 20. | 2021年10月8日  | ハンブルク、フォルクスパルクシュタディオン       | ルーマニア     | 1-1    | 2-1  | 2022 FIFAワールドカップ・ヨーロッパ予選 |
| 21. | 2022年12月1日  | アル・バイト・スタジアム                         | コスタリカ     | 0-1    | 2-4  | 2022 FIFAワールドカップ                 |
| 22. | 2023年3月28日  | ケルン、ラインエネルギーシュタディオン           | ベルギー       | 2-3    | 2-3  | 親善試合                                |

## タイトル

### クラブ
バイエルン・ミュンヘン
- ブンデスリーガ：5回（2018-19, 2019-20, 2020-21, 2021-22, 2022-23, 2024-25）
- DFBポカール：2回（2018-19, 2019-20）
- DFLスーパーカップ：3回（2020, 2021, 2022, 2023）
- UEFAチャンピオンズリーグ：2019-20
- UEFAスーパーカップ：2020
- FIFAクラブワールドカップ：2020

### 代表
- UEFA U-21欧州選手権：2017

### 個人
- リオデジャネイロオリンピックサッカー競技・得点王（2016年）
- UEFAチャンピオンズリーグ 年間ベストチーム(スカッドオブザシーズン) 2019-20